# Kanonikát ceinoviánský
Kanonikát ceinoviánský (též cejnoviánský či ceynoviánský) je historická právní figura vážící se ke katedrální kapitule sv. Štěpána v Litoměřicích.

## Historie
Byl zřízen 2. litoměřickým biskupem Jaroslava Ignáce Šternberka roku 1680.
Akt založení předcházel schvalovací proces ze strany císaře. Tento proces začal v roce 1677, a císařské schválení přišlo roku 1678.
Kanonikát nese jméno litoměřického měšťana Karla Viléma Šimečka z Cejnova, který jej s rodinou fundoval. Zvláštní listinou daroval svůj dům a pozemky za podmínky, že držitel kanonikátu má být Čech a má povinnost v katedrále sv. Štěpána kázat česky.
Ceinoviánský kanonikát (někdy též psáno v listinách ceynoviánský) je v litoměřické kapitule v kontinuitě od roku 1680 postupně obsazován významnými kněžími působícími v litoměřické diecézi. Držitel kanonikátu se nazývá kanovník ceinoviánský. Jako sídelnímu kanovníku vlastním právem držiteli kanonikátu přísluší insignia.

## Přehled kanovníků držitelů kanonikátu ceinoviánského

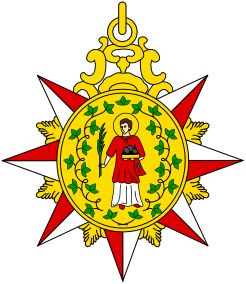
Signum kanovníků litoměřické kapituly

- Karel Vilém Šimeček z Cejnova – fundátor a první držitel ceinoviánského kanonikátu v letech 1667-1693
- Karel Kavka z Birkenthalu – cejnoviánským kanovníkem byl do 23. ledna 1716, poté byl jednomyslně zvolen za kanovníka schleinitzovského[2]
- Godfried Christoph Hoffer z Lobensteinu, dosavadní čestný kanovník a generální vikář a oficiál, byl 23. ledna 1716 zvolen kanovníkem ceinoviánským[2]
- Msgre. Josef Štěrba (18. března 1841–16. září 1909, kanovník cejnoviánský, proboštem od roku 1907 – 1. probošt katedrální kapituly)
- Msgre. Johann Otto (cejnoviánským kanovníkem od 1. března 1940 do 1. června 1952, v případě jmenování J. M. Can. Otta nebyla dodržena podmínka české národnosti)
- Mojmír Melan (narozen 23. května 1922, kanovníkem cejnoviánským od 30. srpna 1965)
- Ladislav Kubíček (kanovníkem cejnoviánským od 6. listopadu 2000 do 11. září 2004, kdy byl v Třebenicích zavražděn)
- Werner Horák (narozen v roce 1944, děkan v Lounech, cejnoviánským kanovníkem[3] od 8. prosince 2007)